# Mürzzuschlag
Mürzzuschlag é uma cidade da Áustria, situada no distrito de Bruck-Mürzzuschlag, no estado da Estíria. Tem 51,31 km² de área e sua população em 2019 foi estimada em 8.525 habitantes.